# Mikael Backlund
Mikael Backlund (* 17. März 1989 in Västerås) ist ein schwedischer Eishockeyspieler, der seit 2009 bei den Calgary Flames aus der National Hockey League (NHL) unter Vertrag steht. Das Team führt der Center seit September 2023 als Kapitän an. Mit der schwedischen Nationalmannschaft gewann er die Goldmedaille bei der Weltmeisterschaft 2018.

## Karriere
Mikael Backlund begann seine Karriere als Eishockeyspieler in der Jugend von VIK Västerås HK, für dessen Profimannschaft er von 2005 bis 2009 in der HockeyAllsvenskan, der zweiten schwedischen Liga, aktiv war. In dieser Zeit wurde er im NHL Entry Draft 2007 in der ersten Runde als insgesamt 24. Spieler von den Calgary Flames ausgewählt, für die er am 8. Januar 2009 im Spiel gegen die New York Islanders sein Debüt in der National Hockey League gab. Den Rest der Spielzeit 2008/09 verbrachte der Schwede allerdings bei den Kelowna Rockets in der kanadischen Top-Juniorenliga Western Hockey League. Diese hatten ihn beim CHL Import Draft 2007 an Gesamtposition 43 gezogen. In der Saison 2009/10 spielte er überwiegend bei den Abbotsford Heat in der American Hockey League und kam dort in 67 Spielen zum Einsatz, in denen Backlund 41 Punkte erzielte. In der gleichen Spielzeit gelang ihm sein erstes Tor für die Calgary Flames in der NHL. Die Saison 2010/11 stand er bis auf wenige Ausnahmen fast vollständig im NHL-Kader der Flames und machte insgesamt 71 Partien, in denen er nach anfänglicher Offensivschwäche insgesamt 35 Scorerpunkte markieren konnte. Die folgende Spielzeit war für Backlund von vielen kleineren Blessuren und Verletzungen geprägt, sodass der Schwede lediglich 41 Saisonspiele in der NHL absolvierte.
Im Sommer 2012 einigte er sich mit Calgary auf eine einjährige Vertragsverlängerung mit einem kolportierten Gehalt von 725.000 US-Dollar. Den Lockout zu Beginn der NHL-Saison 2012/13 überbrückte der Linksschütze bei seinem Heimatverein VIK Västerås HK, für die er in 23 Partien auflief und 30 Scorerpunkte erzielte. Im Juli 2013 verlängerte Backlund seinen Vertrag bei den Flames um zwei weitere Jahre und bezog dabei ein Gesamtgehalt von insgesamt 3 Millionen US-Dollar. Nach Auslaufen dessen unterzeichnete er einen neuen Dreijahresvertrag mit einem Gesamtvolumen von 10,725 Millionen US-Dollar.
In den Spielzeiten 2015/16 und 2016/17 steigerte der Angreifer seine bisherige Bestleistung in Scorerpunkten auf 47 bzw. 53, sodass er im Februar 2018 einen neuen Fünfjahresvertrag in Calgary erhielt, der ihm ein durchschnittliches Jahresgehalt von 5,35 Millionen US-Dollar einbringen soll. Am Ende der Saison 2022/23 wurde er mit der King Clancy Memorial Trophy für sein soziales Engagement geehrt. Anschließend wurde er im September 2023 zum neuen Mannschaftskapitän der Flames ernannt, wobei er die Nachfolge von Mark Giordano antrat. Im Oktober 2024 bestritt er zudem seine 1000. Partie der regulären Saison in der NHL.

### International
Für Schweden nahm Backlund an den U18-Junioren-Weltmeisterschaften 2006 und 2007 sowie den U20-Junioren-Weltmeisterschaften 2008 und 2009 teil. Seit der Saison 2010/11 steht der Schwede regelmäßig im Kader der A-Nationalmannschaft und nahm infolgedessen an den Weltmeisterschaften 2010, 2011, 2014, 2016, 2018 und 2025 teil, wobei er mit dem Team im Jahre 2018 Weltmeister wurde. Zudem vertrat er sein Heimatland beim World Cup of Hockey 2016 und erreichte dort mit dem Team den dritten Platz.

## Erfolge und Auszeichnungen
- 2009 Ed-Chynoweth-Cup-Gewinn mit den Kelowna Rockets
- 2023 King Clancy Memorial Trophy

### International
| - 2007 Bronzemedaille bei der U18-Junioren-Weltmeisterschaft - 2007 Bester Torschütze der U18-Junioren-Weltmeisterschaft - 2008 Silbermedaille bei der U20-Junioren-Weltmeisterschaft - 2009 Silbermedaille bei der U20-Junioren-Weltmeisterschaft - 2010 Bronzemedaille bei der Weltmeisterschaft | - 2011 Silbermedaille bei der Weltmeisterschaft - 2014 Bronzemedaille bei der Weltmeisterschaft - 2016 Dritter Platz beim World Cup of Hockey - 2018 Goldmedaille bei der Weltmeisterschaft - 2025 Bronzemedaille bei der Weltmeisterschaft |

## Karrierestatistik
Stand: Ende der Saison 2024/25

### International
Vertrat Schweden bei:
| - U18-Weltmeisterschaft 2006 - U18-Weltmeisterschaft 2007 - U20-Weltmeisterschaft 2008 - U20-Weltmeisterschaft 2009 - Weltmeisterschaft 2010 - Weltmeisterschaft 2011 | - Weltmeisterschaft 2014 - Weltmeisterschaft 2016 - World Cup of Hockey 2016 - Weltmeisterschaft 2018 - Weltmeisterschaft 2025 |

(Legende zur Spielerstatistik: Sp oder GP = absolvierte Spiele; T oder G = erzielte Tore; V oder A = erzielte Assists; Pkt oder Pts = erzielte Scorerpunkte; SM oder PIM = erhaltene Strafminuten; +/− = Plus/Minus-Bilanz; PP = erzielte Überzahltore; SH = erzielte Unterzahltore; GW = erzielte Siegtore; 1 Play-downs/Relegation; Kursiv: Statistik nicht vollständig)